# Spectrovenator
Spectrovenator – рід хижих абелізаврових динозаврів, що існував у ранньому крейдовому періоді. Майже повний скелет знайдено поблизу містечка Корасан-ді-Жезус, Бразилія. Перший ранньокрейдовий абелізавровий відомий за повним черепом, що показує проміжні морфологічні риси між примітивним Eoabelisaurus і пізньокрейдовими абелізаврами.
Описано один вид – Spectrovenator ragei. Родова назва від латинського spectrum ("привид") і venator ("мисливець"), і посилається на те, що рештки неочікувано знайшли під рештками Tapuiasaurus macedoi під час їхньої розкопки. Видова назва на честь французького вченого Жана-Клода Ража (фр. Jean-Claude Rage) і його внеску у палеобіогеографію континентальних хребетних мезозою.

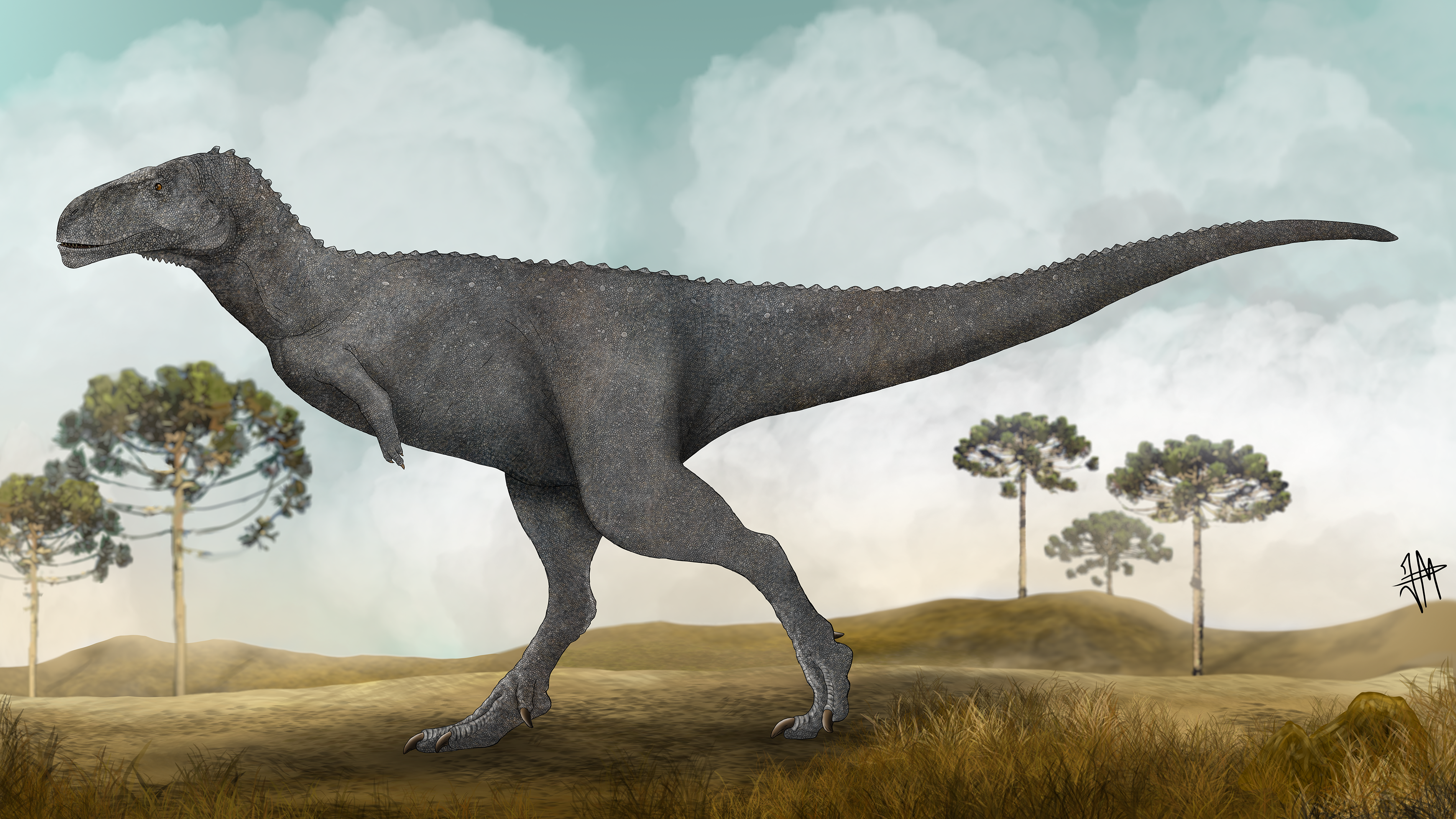
Художнє відтворення Spectrovenator ragei